# Premis Naismith
Els Premis Naismith són uns premis anuals de bàsquet concedits per Atlanta Tipoff Club. S'anomenen així en honor de James Naismith, inventor d'aquest esport. Hi ha cinc categories:
- Naismith College Player of the Year (jugador universitari de l'any, homes i dones, Divisió I de l'NCAA)
- Naismith Prep Player of the Year (jugador preparat de l'any)
- Naismith Outstanding Contribution to Basketball (contribució destacada al bàsquet)
- Naismith College Official of the Year (àrbitre universitari de l'any)